# Vind (plaats)
Vind is een plaats in de Deense regio Midden-Jutland, gemeente Herning, en telt 215 inwoners (2008).